# Ein (un)möglicher Härtefall
Ein (un)möglicher Härtefall (Originaltitel: Intolerable Cruelty) ist eine romantische Filmkomödie aus dem Jahr 2003 von Ethan und Joel Coen mit George Clooney und Catherine Zeta-Jones in den Hauptrollen.

## Handlung
Miles Massey ist ein angesehener Scheidungsanwalt und Autor des „Massey-Ehevertrags“, der im Scheidungsfall die finanzielle Unantastbarkeit des jeweils vermögenderen Ehepartners garantiert. Trotz beruflicher Erfolge steckt er in einer Midlife Crisis.
Als der TV-Produzent Donovan Donaly seine Frau Bonnie beim Ehebruch ertappt, lässt sich diese von Miles erfolgreich rechtlich vertreten. Später vertritt Miles den wohlhabenden Rex Rexroth. Dieser wurde durch Videoaufnahmen des von seiner Frau Marilyn beauftragten Privatdetektivs Gus Petch des Ehebruchs überführt. Miles findet einen Zeugen, der aussagt, dass Marilyn nicht aus Liebe geheiratet, sondern einen reichen, aber dummen Ehemann gesucht hat. Die betrogene Ehefrau geht leer aus.
Es wird klar, dass Marilyn berechnend handelt, um dem Beispiel ihrer Freundinnen zu folgen, die durch schnelle Scheidungen „finanziell unabhängig“ geworden sind. Miles ist dennoch von ihr fasziniert und verliebt sich in sie. Eines Tages erscheint sie in seiner Kanzlei, um mit ihrem Verlobten Howard Doyle, einem anscheinend sehr reichen texanischen Ölunternehmer, den Massey-Ehevertrag zu unterzeichnen. Miles kann nicht glauben, dass Marilyn freiwillig auf ihre Ansprüche aus dieser Ehe verzichten will. Er kommt zum Schluss, dass er Marilyn wohl falsch eingeschätzt habe.
Bei der Hochzeitsfeier wird Miles Zeuge, wie Marilyns Mann den Ehevertrag vor Augen der Gäste zerreißt, um seine Liebe zu beweisen. Miles fragt sich, wie Marilyn ihren Mann dazu gebracht hat. Da er ahnt, dass die Ehe jetzt nicht mehr lange halten wird, bietet er Marilyn seine Dienste an. Sie lehnt mit der Begründung ab, dass mit diesem einfachen Fall sogar ihr Anwalt Freddy Bender allein fertigwerden könne, der sie bei der letzten Scheidung vertreten und gegen Miles vor Gericht verloren hat.
Sechs Monate später reist Miles zur Tagung der nationalen Organisation der Scheidungsanwälte (N.O.M.A.N) nach Las Vegas, um eine Rede zu halten. Dort trifft er Marilyn, die mittlerweile durch die erfolgreiche Scheidung von Howard Doyle als sehr wohlhabend gilt. Miles offenbart ihr, dass er in sie verliebt sei. Beide wollen noch am selben Abend in einer der Hochzeitskapellen von Las Vegas heiraten. Miles bietet Marilyn an, den Massey-Ehevertrag mit ihr zu unterzeichnen, um durch die Ehe nicht von ihrem Vermögen zu profitieren. Nach der Hochzeit zerreißt nun sie den Vertrag, um ihrerseits ihr Vertrauen zu bekunden.
Im Hochgefühl seiner Liebe weicht Miles am nächsten Morgen von seinem geplanten Manuskript ab und preist vor den erstaunten Scheidungsanwälten die Vorzüge des Vertrauens und der Liebe. Kurze Zeit später erkennt er in einem Darsteller einer Fernsehserie den ihm als Howard Doyle bekannten Ölunternehmer wieder. Seine Frau hat ihn durch das Engagement eines Soap-Darstellers hinters Licht geführt und ist in Wahrheit nach wie vor besitzlos. Da Marilyn den Ehevertrag mit ihm zerrissen hat, profitiert sie bei Auflösung der Ehe von seinem Vermögen. Am nächsten Tag verlangt sie umgehend die Scheidung.
Der Chef von Miles’ Anwaltskanzlei, der 87-jährige, todkranke Myerson, nötigt Miles, die Sache mit allen Mitteln zu bereinigen, um Schaden von der Kanzlei zu wenden. Miles beauftragt einen Auftragsmörder, den Keuchenden Joe, Marilyn umzubringen, damit die medienwirksame Scheidung nicht zustande kommt.
Überraschend stirbt Marilyns erster Ehemann Rex Rexroth. Da er sein Testament nicht geändert hat, erbt Marilyn sein gesamtes Vermögen. Sie ist somit reicher als Miles. Dieser versucht verzweifelt, den Mörder aufzuhalten. In der Zwischenzeit hat Marilyn jedoch den Killer gestellt und ihm das Doppelte geboten, wenn er im Gegenzug Miles tötet. Als Miles und ein Kollege bei Marilyn einbrechen, treffen sie auf den Keuchenden Joe und blenden ihn mit Hundeabwehrspray. Der Keuchende Joe verwechselt seinen Asthma-Inhalator mit seiner Pistole und erschießt sich selbst.
Marilyn und Miles treffen sich mit dem Scheidungsanwalt Freddy Bender. Miles will eine Versöhnung, unterzeichnet als Zeichen des Vertrauens einen weiteren Ehevertrag und überreicht ihn ihr. Sie zerreißt ihn, worauf beide ihre Liebe zueinander erkennen und ihre Trennung beenden.

## Hintergrund
Ethan und Joel Coen führten im Film Regie, waren als Autoren am Drehbuch beteiligt und produzierten den Film mit. Zudem waren sie für den Schnitt verantwortlich, wofür sie jedoch unter ihrem Pseudonym Roderick Jaynes erwähnt werden. Die Filmmusik besteht in der Hauptsache aus Covern bekannter Songs von Simon & Garfunkel.
Die Dreharbeiten fanden von Juli bis September 2002 an verschiedenen Orten in Kalifornien und Las Vegas statt.
Kinostart in den USA war am 10. Oktober 2003, in Deutschland am 23. Oktober.
Die Produktionskosten wurden auf rund 60 Millionen US-Dollar geschätzt. Der Film spielte in den Kinos weltweit rund 120 Millionen US-Dollar ein, davon rund 35 Millionen US-Dollar in den USA und rund 8,7 Millionen US-Dollar in Deutschland. In den deutschen Kinos wurden rund 1,2 Millionen Besucher gezählt.

## Kritiken
James Berardinelli schrieb auf ReelViews, die Kritiker hätten die bisherigen Komödien der Gebrüder Coen weniger beachtet als die ernsthafteren Filme. Er bezeichnete die Komödie als „intelligent“ und „witzig“. Berardinelli lobte die Besetzung und das Drehbuch.
Roger Ebert lobte in der Chicago Sun-Times vom 10. Oktober 2003 die Ausstrahlung von Catherine Zeta-Jones; er verglich die Schauspielerin mit Ava Gardner und Deborah Kerr. Weiterhin lobte er die „perfekten“ Darstellungen von Catherine Zeta-Jones und George Clooney, kritisierte aber das Drehbuch.
Das Lexikon des internationalen Films meinte: „Nach gängigem Muster gestrickte romantische Komödie nach klassischen Vorbildern, sorgfältig und unterhaltsam inszeniert. Aus vergleichbaren Produktionen ragt der Film vor allem durch seine satirischen und bissigen Scherze im Detail heraus sowie durch den Hang, das Genre der Upper-Class-Comedy selbst durch Übertreibung auf die Spitze zu treiben.“

## Auszeichnungen
Die Deutsche Film- und Medienbewertung FBW in Wiesbaden verlieh dem Film das Prädikat „besonders wertvoll“.
Ethan und Joel Coen wurden für einen Empire Award 2004 in der Kategorie Bester Regisseur nominiert.